# Quadrans gargadia
Quadrans gargadia is een tweekleppigensoort uit de familie Tellinidae. De wetenschappelijke naam van de soort is gepubliceerd in 1758 door Linnaeus als Tellina gargadia in de tiende editie van Systema naturae.